# Thomas Juma Oundo
Thomas Juma Oundo (ur. 23 września 1976) – kenijski piłkarz grający na pozycji pomocnika.

## Kariera klubowa
Karierę piłkarską Juma Oundo rozpoczął w klubie AFC Leopards ze stolicy kraju, Nairobi. W jego barwach zadebiutował w 1997 roku w kenijskiej Premier League. W 1998 roku osiągnął pierwszy sukces w karierze, gdy wywalczył mistrzostwo kraju. W 2000 roku odszedł z Leopards do Oserian Fastac Naivasha.
W 2002 roku Juma Oundo wyjechał do Szwecji i został zawodnikiem drugoligowego klubu Mjällby AIF. W 2003 roku przeszedł do czwartoligowej drużyny Friska Viljor FC, a w 2006 roku ponownie zmienił klub i przeszedł do Husqvarny FF z ligi Division 1 Södra. Grał też w Friska Viljor FC.

## Kariera reprezentacyjna
W reprezentacji Kenii Juma Oundo zadebiutował 2 grudnia 1995 roku w zremisowanym 0:0 meczu Pucharu CECAFA 1995 z Ugandą. W 2004 roku został powołany do kadry na Puchar Narodów Afryki 2004. Tam był podstawowym zawodnikiem i rozegrał 3 mecze: z Mali (1:3), z Senegalem (0:3) i z Burkina Faso (3:0). Do 2005 rozegrał w kadrze narodowej 38 meczów i strzelił 2 gole.